# Nicolas Poussin

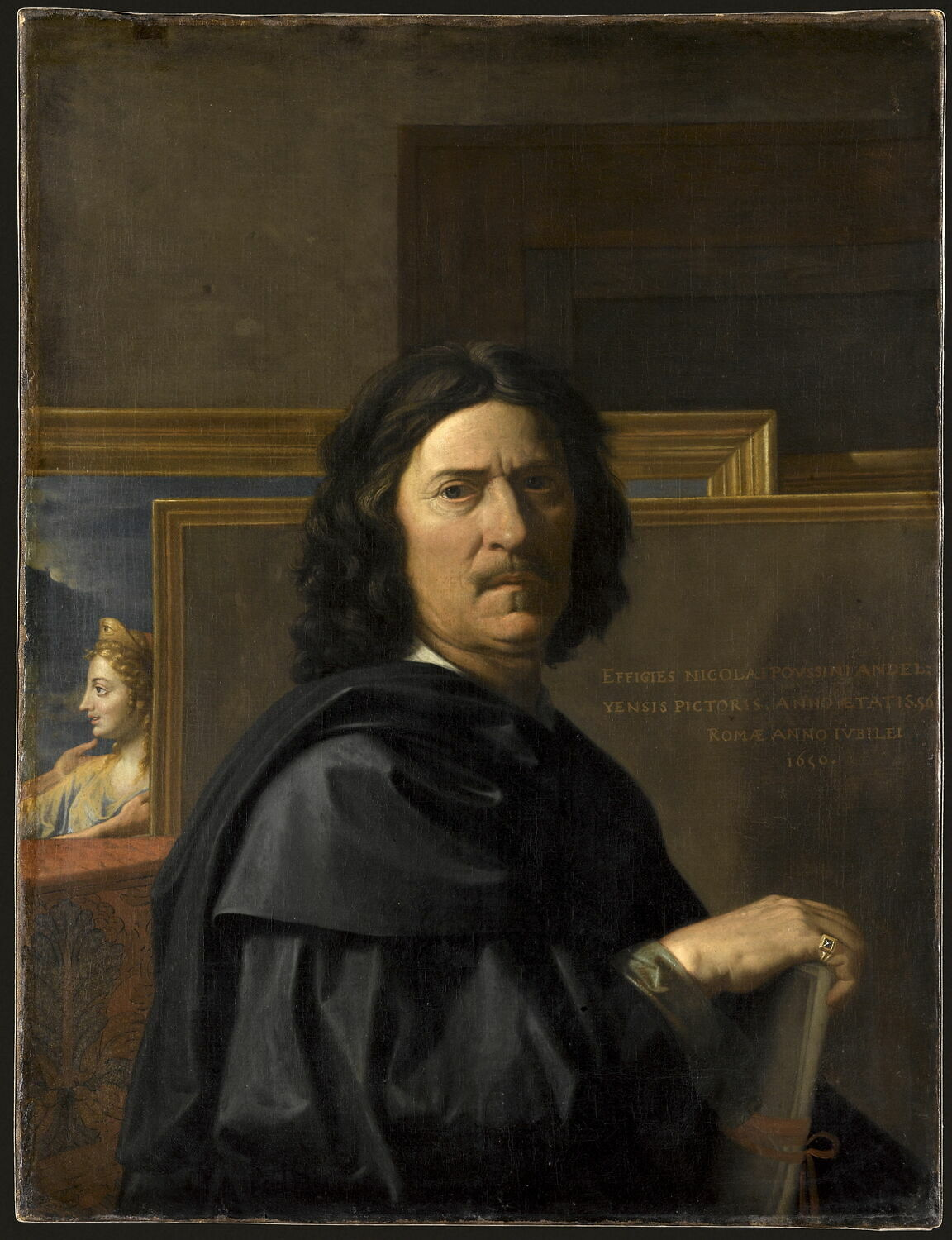
Autorretrato (1650)
(Museu do Louvre, Paris)

Nicolas Poussin (Les Andelys, Normandia, França, 15 de junho de 1594 – Roma, 19 de novembro de 1665) foi um pintor francês do período Barroco, mas por seu espírito e sensibilidade, romano por adoção. É um dos maiores representantes do classicismo do século XVII e o primeiro dentre seus compatriotas a obter fama internacional.
Poussin fez sua carreira quase que exclusivamente em Roma e sob a inspiração de Rafael, deu forma ao estilo que se tornaria o modelo ideal para os pintores da segunda metade do século como Jacques-Louis David, Jean-Auguste-Dominique Ingres e Paul Cézanne.
Um dos trabalhos mais famosos de Poussin é Os Pastores de Arcádia (em Galeria), uma pintura que retrata um túmulo com uma lápide enorme, onde se lê Et in Arcadia ego. O túmulo da pintura, anos após a morte de Poussin, foi encontrado nas redondezas de Rennes-le-Château, um vilarejo no sudeste da França, que fora habitado pelos visigodos e merovíngios.
O Rapto das Sabinas (em Galeria), óleo sobre tela em que as figuras modeladas estão "congeladas em ação" e muitas derivam da escultura Helenística. Ao fundo da obra, Poussin pinta reconstruções da arquitetura romana.
O artista acreditava que o mais elevado objetivo da pintura era o de representar as ações humanas nobres e sérias, que deveriam ser retratadas de forma lógica enfatizando a forma e a composição. Antes de Poussin, nenhum artista estabelecera uma analogia tão rigorosa entre pintura e literatura, nem a colocara em prática de forma tão decidida. Seguindo essa concepção teórica, pintou Paisagem com o Funeral de Fócion (em Galeria), óleo sobre tela com precisão quase matemática, que ilustra o enterro de um herói grego que morreu por ter-se recusado a contar a verdade.

## Outras obras
- O Inverno
- As Quatro Estações

## Poussin e Cézanne
A admiração de Cézanne pela arte de Poussin é bem conhecida. Lembrando as suas palavras a Gasquet – "Imagine Poussin completamente refeito: é isso o que quero dizer com clássico" – Lachman chama a atenção para a profunda dívida de Cézanne para com Poussin, particularmente na utilização do espaço pictórico por este em O Rapto das Sabinas.

## Poussin na literatura e no cinema
Poussin é personagem do conto de Honoré de Balzac, "Le chef d'oeuvre inconnu" ("A obra prima desconhecida"), que também inspirou o filme La Belle noiseuse de Jacques Rivette, vencedor do Festival de Cannes de 1999.

## Galeria de obras

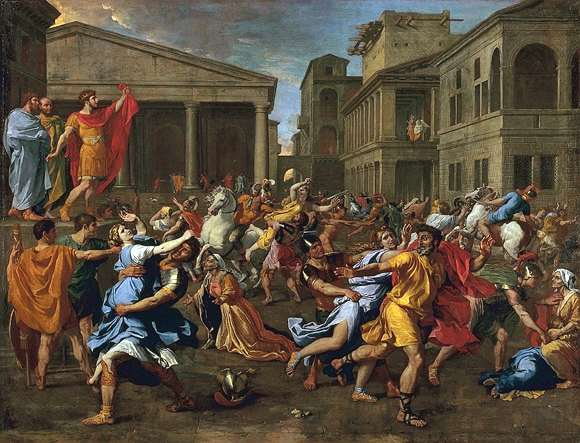
O Rapto das Sabinas (1637-38), Museu do Louvre
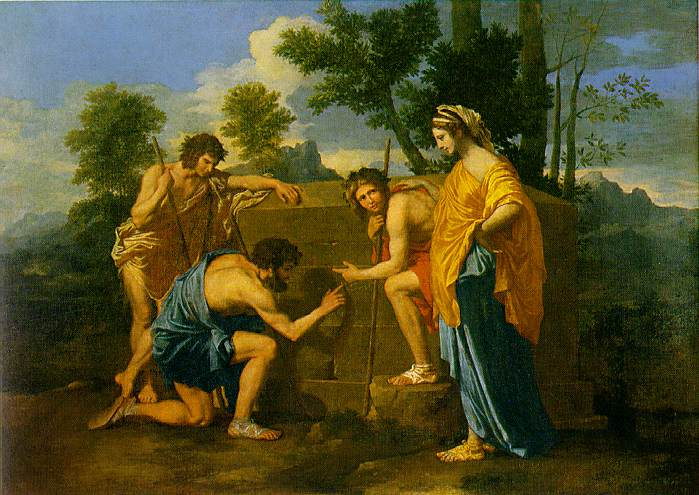
Os pastores de Arcadia (Et in Arcadia ego) (final da década de 1630), Museu do Louvre
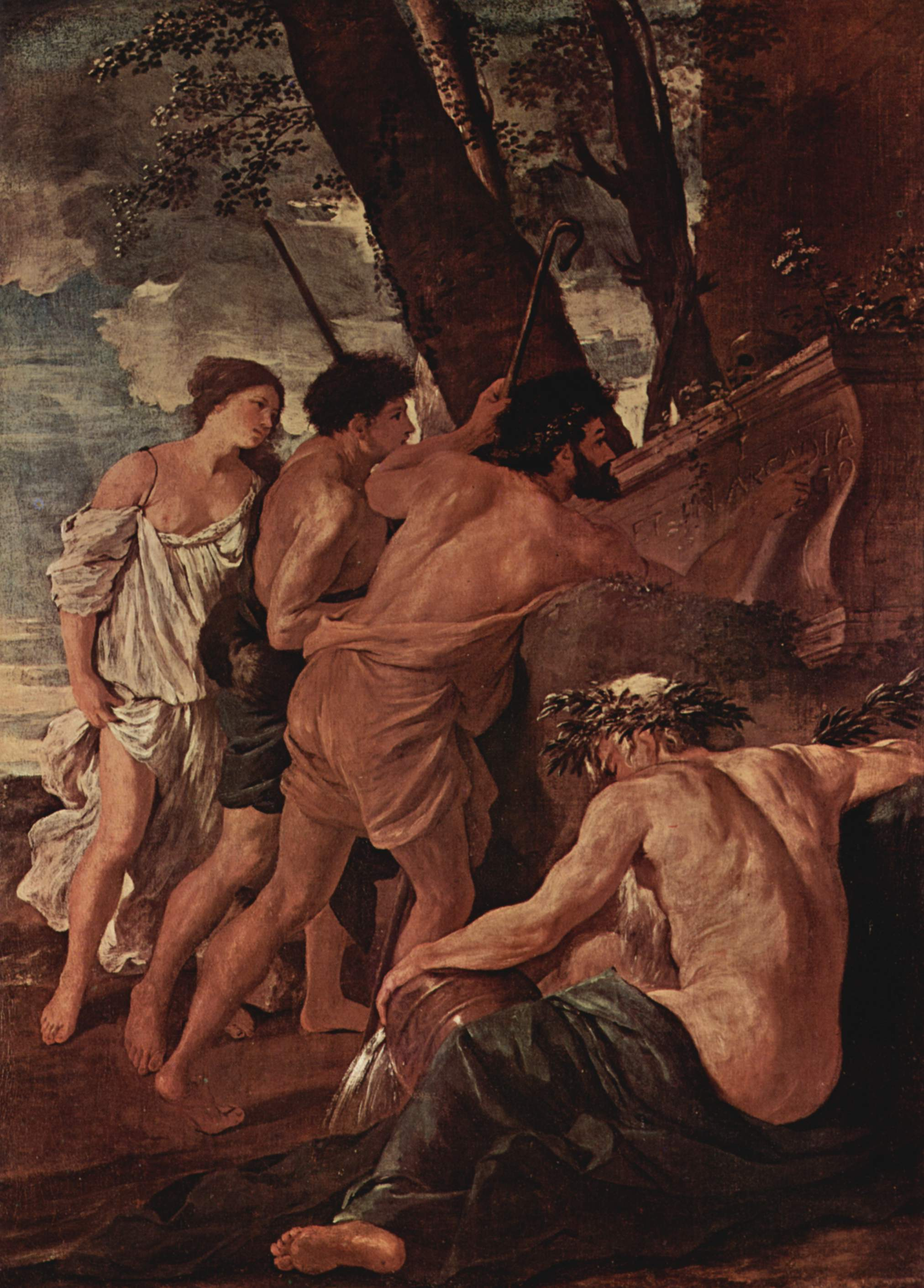
Os pastores de Arcadia (primeira versão), Chatsworth House
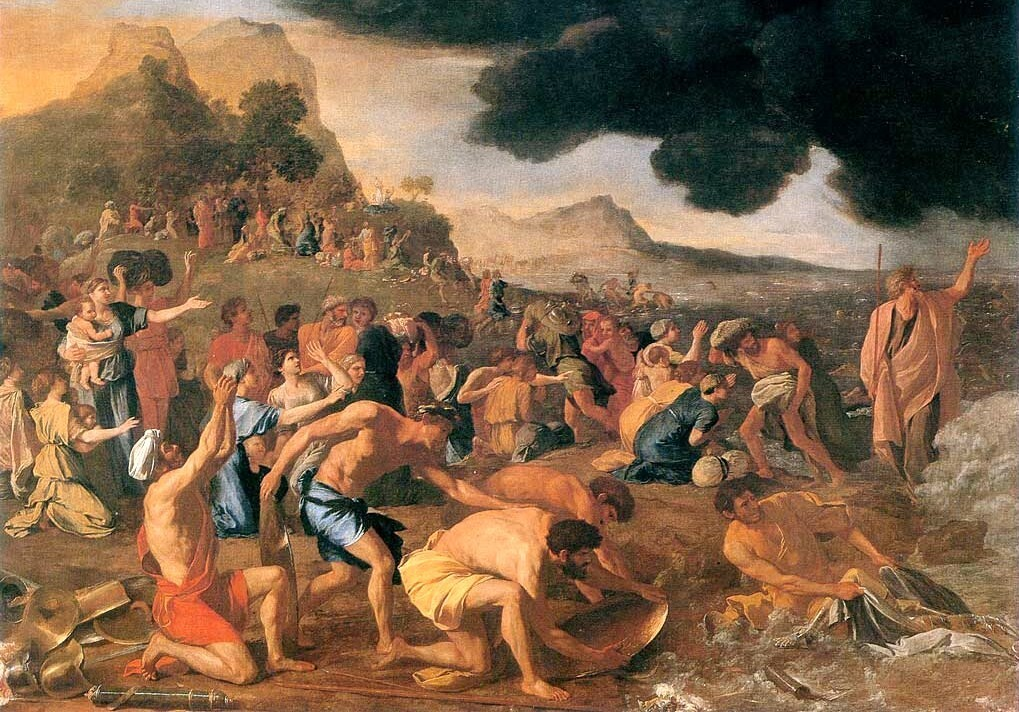
A Travessia do Mar Vermelho
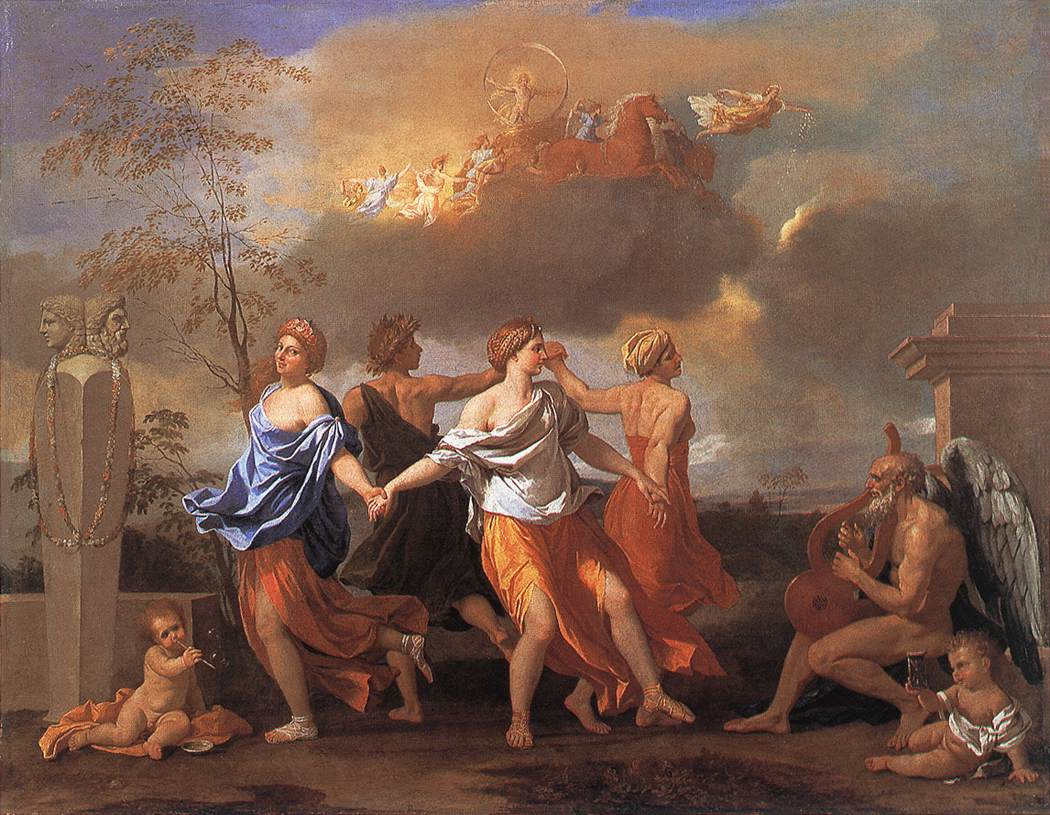
Uma Dança para a Música do Tempo, Coleção Wallace, Londres
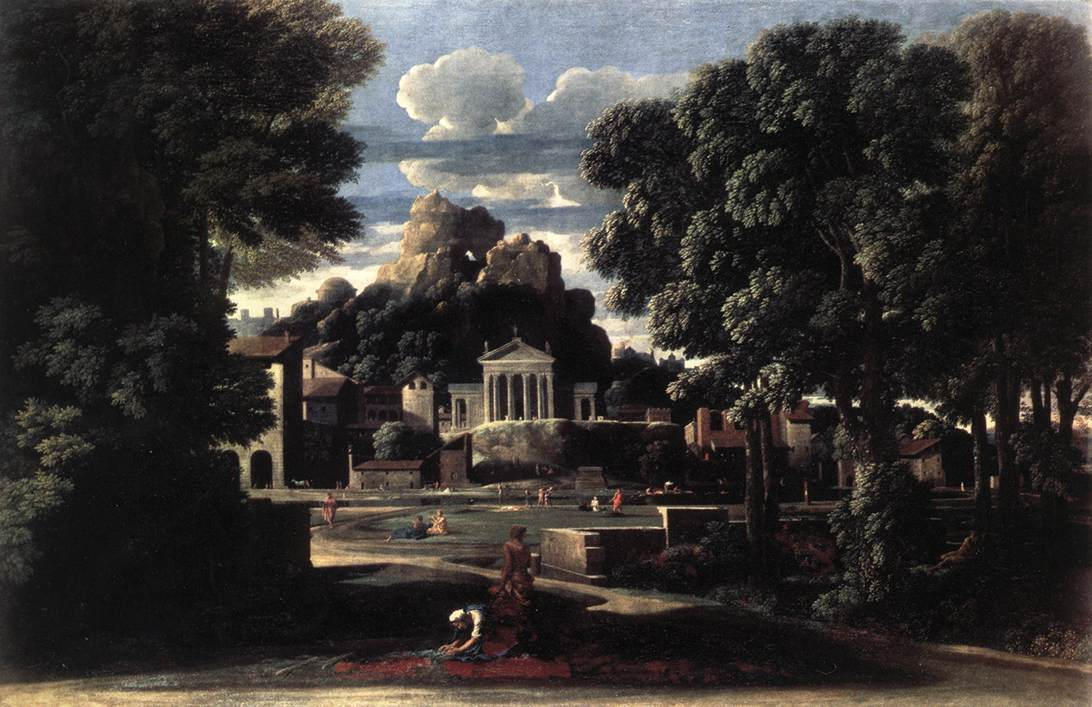
Paisagem com as Cinzas de Fócion coletadas por sua Viúva, Walker Art Gallery, Liverpool